# 샐리 피어슨
샐리 피어슨(영어: Sally Pearson, 1986년 9월 19일~)는 오스트레일리아의 육상 선수로 주 종목은 100m 허들이다. 

## 경력
2008 베이징 올림픽 여자 100m 허들에서 은메달을, 2012 런던 올림픽에서는 같은 종목 금메달을 획득하면서 오스트레일리아 사상 최초로 우승하였다.